# 何理良
何理良（1926年—），女，籍贯浙江省余杭县塘栖镇，生于日本东京，中华人民共和国外交官。
其父何思敬是作家、哲学家、法学家。丈夫黄华是中华人民共和国外交家。

## 生平
1939年，何理良赴延安，毕业于延安俄文学校，任中共中央办公厅翻译。1953年，在莫斯科国立国际关系学院历史系学习。后回国，历任中华人民共和国驻加纳、阿联酋、加拿大大使馆参赞，后但任中华人民共和国外交部国际司副司长，中国红十字会总会副会长。